# Dvůr Olšiny
Dvůr Olšiny, nazývaný také Zemědělský dvůr Olšiny, je zemědělský (panský) dvůr - kulturní památka České republiky, která se nachází v části Staré Město města Karviná v Moravskoslezském kraji.

## Historie
Dvůr Olšiny je historický areál, který je branami uzavřený čtyřstranný zděný hospodářský panský dvůr s obytným stavením, hospodářskými budovami, komplexem chlévů a dvěma branami. Hlavní budova byla postavena v roce 1767 hrabětem Mikulášem von Taaffe. Severovýchodní štít hlavní budovy zdobí erb hrabat Taaffe ze 60. let 18. století, kteří byli majitelé panství Fryštát, Areál byl později v majetku rodu Larisch-Mönichů a po 2. světové válce patřil Státním statkům, nyní je v soukromém vlastnictví. Objekt je památkově chráněn od 17. září 1993 jako nemovitá kulturní památka. Objekt prošel kompletní rekonstrukcí a do určité míry spojuje kouzlo historie a modernity. Dvůr Olšiny slouží také jako hotel, jízdárna/ranč a restaurace.

## Další informace
Dvůr Olšiny leží na trase česko-polské Železné cyklotrasy.

## Galerie

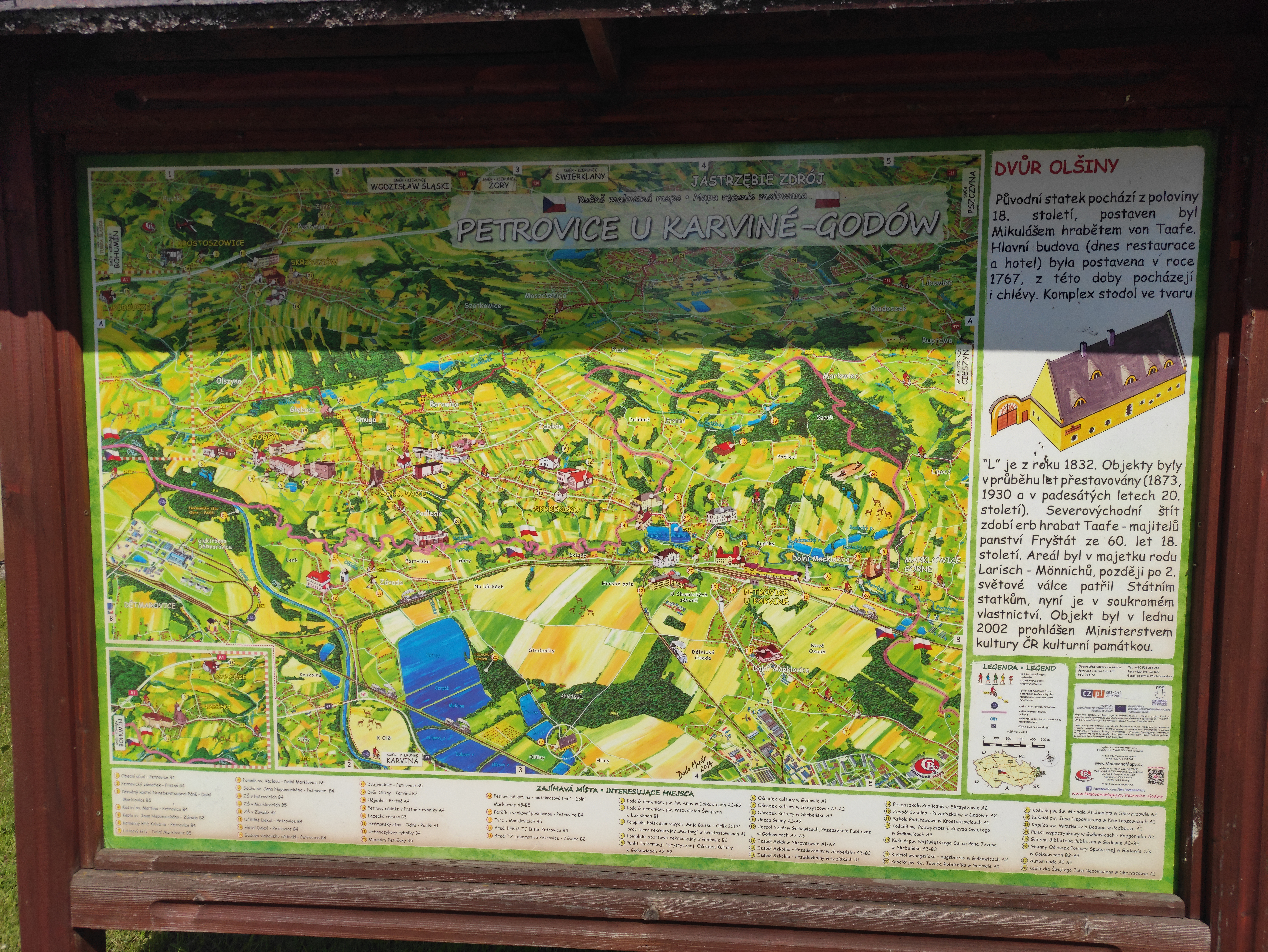
Informační panel na místě
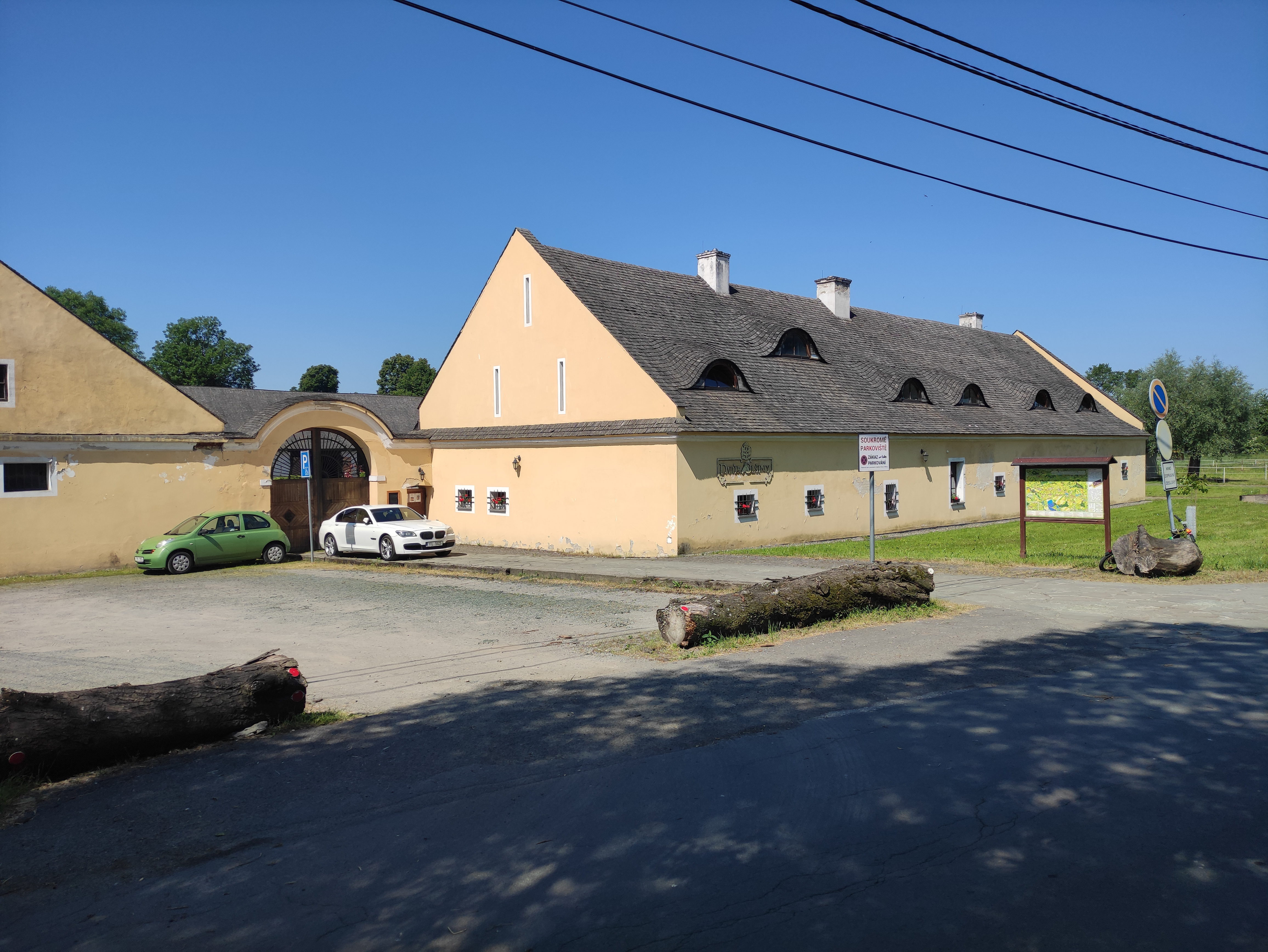
Celkový pohled na hlavní budovu
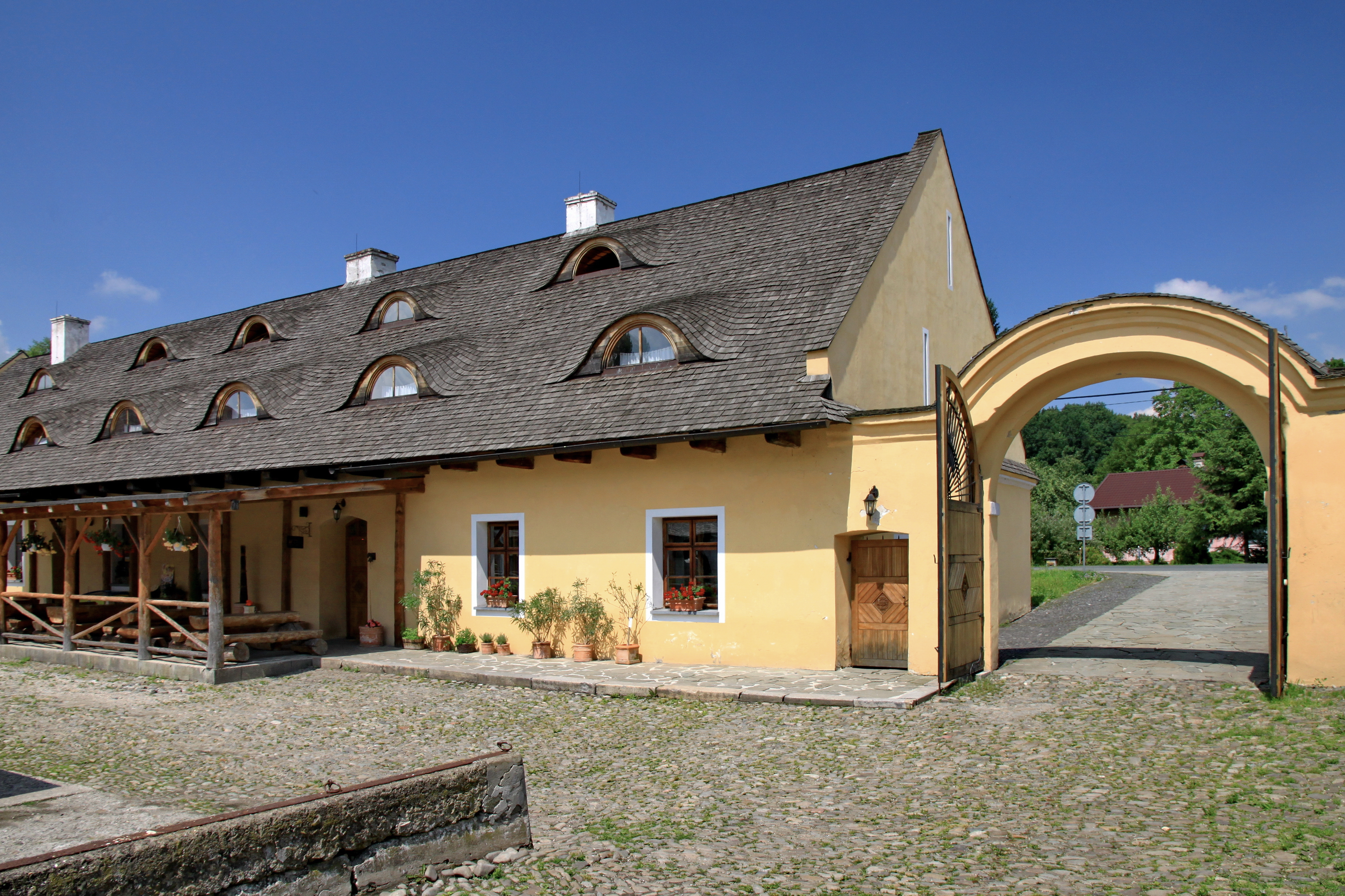
Hlavní vjezd